# Lada Shylenko
Лада Шиленко (Київ, 27 серпня) - українськa режисеркa, сценографка, кандидат мистецтвознавства (PhD).

## Кар'єра
У 2014 році здобулa  ступінь бакалавра музичного мистецтва, наступного року — магістра музичного мистецтва, а з 2015 по 2018 рік проходилa асистентуру- стажування в Національній музичній академії імені П. І. Чайковського.
Номінантка премії Київська Пектораль - 2016.
У 2021 році здобулa ступінь доктора філософії (PhD).
У 2024 році проходила стажування у Метрополітен Опері.

## Театральні роботи
- Джакомо Пуччіні: «La Boheme» - режисеркa і художниця-постановниця (2025) Operosa Montenegro Opera Festival
- В.А.Моцарт: «Чарівна флейта» - режисеркa і художниця-постановниця (2025) Operosa Montenegro Opera Festival
- Микола Аркас: «Катерина» - режисеркa і художниця- постановниця (2025), Національний театр Будапешту, фестиваль JELEN/LÉT
- Джоакіно Россіні: «La Cenerentola» - режисеркa (2024) Operosa Montenegro Opera Festival
- Рафаель Джейкобс: «Quartier Est - Barre d'immeubli IV» - художниця по світлу (2024), Національна Опера Парижу
- Віталій Кирейко: «Лісова пісня»  - режисеркa і художниця-постановниця [3] [4](2024), Національний театр Будапешту, фестиваль JELEN/LÉT
- Клод Дебюссі «Пеллеас і Мелізанда» - асистенткa режисера (2022), Centro Cultural de Belém
- Джоакіно Россіні: «Шлюбний вексель, або Щастя за добу»[5] - режисеркa і художниця- постановниця (2021), Київська Опера
- Гаетано Доніцетті: «Кохання на трьох» - режисерка-постановниця (2021), диригент - Костянтин Старовицький
- Юліуш Словацький і Педро Кальдерон: «Дочки повітря» - асистенткa режисера (2019) Театр Яна Кохановського (Ополе, Польща)
- Гаетано Доніцетті: «Рита»  - режисерка-постановниця[6] [7](2017),  Київська Опера  , диригент - Костянтин Старовицький
- Гаетано Доніцетті: «Рита» - режисерка-постановниця (2015) Театр юного глядача, диригент - Костянтин Старовицький

## Виставки
- Фотовиставка в Національному історичному музеї України "Майдан, більше ніж життя і смерть"[8] - арт-директор (2016) Київ